# Gröstl

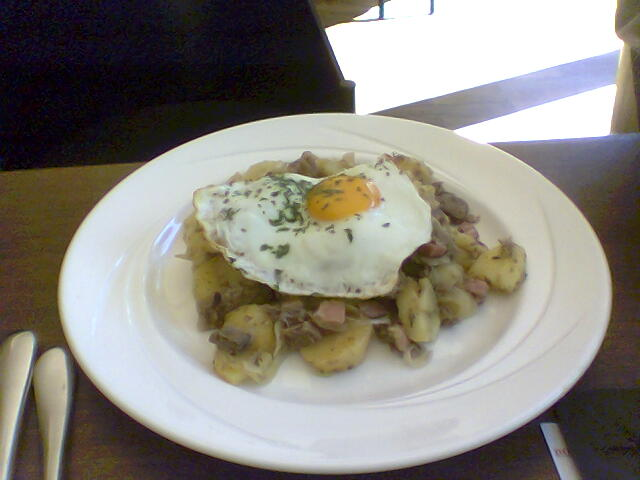
Gröstl.

El Gröstl (palabra alemana empleada en Austria para los salteados) es un plato tradicional de la región austriaca y de la región italiana de Bolzano. Se prepara con patata, trozos pequeños de carne de cerdo (a menudo las sobras del día anterior) y cebolla picada, salteados en una sartén con mantequilla y sazonado con sal, pimienta, albahaca, comino y perejil.
A menudo se sirve con un huevo estrellado (sobre la carne mezclada con la verdura), repollo y una ensalada de lechuga o remolacha.
El hecho de que la receta emplee restos de carne es especialmente importante en los restaurantes, ya que utilizan diferentes tipos de carne que sobran con frecuencia.
Hay otras variedades de la receta llamadas Wurstgröstl, Herrengröstl o Innsbrucker Gröstl (en contraposición a la anterior, llamada Tiroler Gröstl) que se hacen con la carne de ternera. Algunas versiones de la receta son más elaboradas, incluyendo la preparación en el horno y el uso de carne fresca en vez de sobras.